# Adolf Klarenbach
Adolf Klarenbach (ur. 21 lutego 1884 w Rottenhan, zm. 21 marca 1963 w Regensburgu) – porucznik administracji Wojska Polskiego.

## Życiorys
Urodził się 21 lutego 1884 w Rottenhan, wiosce kolonistów niemieckich, założonej w 1785 w trakcie kolonizacji józefińskiej koło Porzecza Janowskiego. Był synem Johanna (ur. 1841) i Elisabeth (ur. 1843). Miał braci Michaela (ur. 1870), Johanna (ur. 1878), Wilhelma (ur. 1897). W 1897 ukończył II klasę w C. K. II Gimnazjum we Lwowie z językiem niemieckim wykładowym.
Podczas I wojny światowej w C. K. Armii został mianowany urzędnikiem ewidencji wojskowej z dniem 1 maja 1916, jako nadkompletowy przydzielony do komendy powiatowej uzupełnień w Przemyślu, był żołnierzem 24 pułku haubic polowych (ok. 1917) i 124 pułku artylerii polowej (ok. 1918).
Po odzyskaniu przez Polskę niepodległości został przyjęty do Wojska Polskiego jako urzędnik wojskowy, a w 1919 powołany do służby czynnej i przydzielony do Sekcji Opieki Ministerstwa Spraw Wojskowych. Został zweryfikowany w stopniu porucznika w korpusie oficerów administracji dział kancelaryjny ze starszeństwem z dniem 1 grudnia 1920. W latach 20. pełnił stanowisko referenta inwalidzkiego w Powiatowej Komendzie Uzupełnień Przemyśl. Postanowieniem z 10 listopada 1928 otrzymał Srebrny Krzyż Zasługi „w uznaniu zasług, położonych na polu pracy w poszczególnych działach wojskowości”. W 1934 jako oficer przeniesiony w stan spoczynku pozostawał w ewidencji Powiatowej Komendy Uzupełnień Przemyśl.
Był kierownikiem zespołu redakcyjnego, który przygotował wydany w 1931 Skorowidz miejscowości Rzeczypospolitej Polskiej z oznaczeniem terytorialnie im właściwych władz i urzędów oraz urządzeń komunikacyjnych, mający zastąpić opublikowany osiem lat wcześniej ogólnopolski Informator. W 1936 został wydany opracowany przez niego Szematyzm podziału administracyjnego Rzeczypospolitej Polskiej wraz ze skorowidzem gmin wiejskich i miejskich oraz oznaczeniem terytorjalnie im właściwych władz i urzędów państwowych.
Po wybuchu II wojny światowej w 1939 i kampanii wrześniowej prowadził selekcję jeńców z armii polskiej w obozie przejściowym w Lubaczowie, gdzie – według relacji Adama Winogrodzkiego – mundur oficerski uzupełnił opaską z hackenkreuzem.
Od 14 lipca 1908 był żonaty z Julią z domu Scheer (ur. 1891), z którą miał Adele Julianne (ur. 1911), Adolfa Heinricha (ur. 13 kwietnia 1914) i Brunhilde Irmę (ur. 20 sierpnia 1921). Podczas okupacji niemieckiej syn Adolf Heinrich Klarenbach wraz z rodziną dobrowolnie podpisał listę Volksdeutsche. Podjął pracę na stanowisku tłumacza w Gestapo w Jarosławiu, był funkcjonariuszem tej służby i uczestniczył w egzekucjach. Po wojnie Okręgowa Komisja Badania Zbrodni Hitlerowskich w Rzeszowie poinformowała, że dokonał licznych zbrodni na osobach cywilnych narodowości polskiej i żydowskiej.
Adolf Klarenbach zmarł 21 marca 1963 w Regensburgu.